# 100027 Hannaharendt
100027 Hannaharendt è un asteroide della fascia principale. Scoperto nel 1990, presenta un'orbita caratterizzata da un semiasse maggiore di 2,4164398 UA e da un'eccentricità di 0,2240221, con un'inclinazione di 1,50679° rispetto all'eclittica.
L'asteroide è dedicato alla filosofa tedesca Hannah Arendt.